# يوغي يو! جي إكس
يوغي GX (بالإنجليزية: Yu-Gi-Oh! GX‎؛ باليابانية: 遊☆戯☆王デュエルモンスターズGX‎، ‏و يعرب يوچي يو دييرو مونسوتازو جي إكوسو) هو عبارة ثاني انمي من سلسلة الـأنمي ياباني Yu-Gi-Oh!‎ أو ما يعرف باسم Classic Yu-Gi-Oh!‎ اما الجي اكس فيتكون من أربعة أجزاء، يتكون كل جزء من 52 حلقة ما عدا الجزء الرابع وقد بدأ عرض المسلسل في اليابان باليوم السادس من أكتوبر عام 2004 على قناة تلفزيون طوكيو حتي 26 مارس 2008 وحقق نجاحا كبير مثل السلسلة السابقة لذلك بعد انتهاء تلك السلسلة قرر شين يوشيدا كاتب اخر موسم ان يصنع سلسلة جديدة تسمي يوغي يو فايف دي اس.
إعداد الحوارات النصية من قبل مجموعة متعاقبة من الكتاب - شين يوشيدا، جون مايكاوا، اكيمي أومودي، ياسويوكي سوزوكي - والموسيقى من إنتاج يوتاكا مينوبي. وتاكويا هيراميتسو مسؤول عن اتجاه الصوت، يشرف عليه يوغي ميتسويا. كينيشي هارا مشرفا على تصاميم الشخصيات والوحوش، في حين يشرف ماساهيرو هيكوكوبو على تخطيط المبارزة ورسمها..
"GX" في عنوان السلسلة قصير للمصطلح "Generation neXt". والتي تعني "الجيل القادم أو الجيل الجديد" على أنه العنوان الأصلي للمسلسل، كما يمكن إثباته في الأعمال الفنية الترويجية المبكرة. ويشير أيضًا إلى دورة GX التي تتم بين الحلقات 84 و104
و قامت شركت 4kids بعمل دبلج إنجليزية للانمي الياباني  تم تحميل الحلقات التي تم إعادة تسميتها على قناة YouTube لـ 4Kids حتى 29 مارس 2011، عندما رفعت Nihon Ad Systems وTV Tokyo دعوى قضائية ضد 4Kids وأنهت اتفاقية الترخيص لـ Yu-Gi-Oh! الامتياز التجاري.
المسلسل مرخص حاليًا من قبل شركة 4k ميديا التابعة لشركة كونامي أخذ موقع Crunchyroll حاليًا حق عرض الحلقات التي تم دبلجتها، وبدأ عرض النسخة اليابانية مع ترجمة إنجليزية من المسلسل في أغسطس 2015.

## القصة
تدور أحداث هذة الحلقات بعد حوالي 10 سنوات من انتهاء الجزء السادس من يوغي القديم والذي كانت قد انتهت أحداثه بنتهاء مهمة الفرعون اتيم وعودته إلى زمانهو ان كان هناك خلاف حول هذا حيث ظهر الفرعون اتيم في الحلقة الأولى ولكن المعترف به ان الأحداث تدور بعد رحيل الفرعون بعشر سنوات وفي هذا التوقيت أصبح كل من يوغي موتو وسيتو كايبا أسطورتين في المبارزة وصار لهما شهرة كبيرة
حيث بني كايبا اكاديمية لتعليم مبارزة الوحوش وانضم لها بطل المسلسل جوداي يوكي "جايدن يوكي"
ينقسم الي 4 مواسم أو أربعة اجزاء

## الموسم الأول
تحت اسم قصة النجوم السبع أو المفاتيح السبعة ويشمل الحلقات من الحلقة 1 حتي الحلقة 52
و تم عرض هذا الموسم في اليابان من 10 أكتوبر 2005 حتي 27 سبتمبر 2006
و في أمريكا من 21 أغسطس 2006 حتي 23 فبراير 2007
يبدأ النصف الأول من الموسم مع جايدن القادم الي اكاديمية المبارزة كطالب جديد ويصبح رفيق في السكن مع فئة المبتدئين التي تعرف باسم سلايفير الاحمر يقوم جايدن بالتعرف علي أصدقاء جدد ويستقر في حياته الجديدة في الأكاديمية. على الرغم من حصوله على درجات منخفضة في الصف، إلا أنه يُعرف بأنه مبارز قوي من قبل زملائه حيث يهزم تشاز برنستون واليكس رودز والبروفيسور فايلن كراولير.خلال النصف الثاني من الموسم، يتم اختيار جايدن ليكون واحدا من "الحماة السبعة"، سبعة مبارزون الذين تم اتمانهم لحماية سبع مفاتيح كي لاتقع في يد الاشرار التي تيقظ بطاقات قوية تسمي بالوحش المقدسة وهي " يوريا سيد الشعلة الملتهبة وهامون سيد البرق ورايفيل سيد الاطياف " ولديها قوة كبيرة مثل قوة الاهرام المصرية لكنها ليست بنفس قوي الاهرام المصرية.
ينتهي الموسم مع جادن يتنافس ضد زاين ترويسديل، الطالب الأول في المدرسة وبالفعل ينجح في التعادل معه بعد مبارزة قوية.

## الموسم الثاني
و هي تشمل الحلقات من الحلقة 53 حتي الحلقة 104 تحت اسم قصة مجتمع النور
و تم عرض هذا الموسم في اليابان من 10 أكتوبر 2005 حتي 27 سبتمبر 2006 وفي أمريكا من 21 أغسطس 2006 حتي 23 فبراير 2007
تدور القصة بعد عام من احداث الموسم الأول يبدأ الموسم بقدوم لاعب جديد من الجيش يعشق الديناصورات ويقول ان حمضه النووي قريب من حمض الديناصور النووي واسمه Tyranno Hassleberry لينضم إلى الأكاديمية. ينضم الي قسم رع الاصفر ويكتسب بسرعة اصدقاء امثال جادين. كما يأتي مع الطلاب الجدد المبارز المحترف Aster Phoenix. تم الكشف في وقت لاحق عن Aster بانه جزءا من منظمة تعرف باسم مجتمع النور، الذين يريدون السيطرة على العالم. وهدفهم اظهار الشر الحقيقي وراء المجتمع، ويقوم رئيسهم سارتوريوس بغسيل دماغ طلاب الأكاديمية امثال" تشاز واليكسيس وباستون "، بما في ذلك العديد من أصدقاء جايدن. في الوقت نفسه، تبدأ "دورة Genex" في المدرسة، حيث يتنافس الطلاب والمحترفون على حد سواء. خلال البطولة، يكتسب سارتوريوس، زعيم جمعية النور، السيطرة على قمر ليزري قوي، مع القدرة على غسيل دماغ العالم بأسره. يعمل جايدن والآخرون مع Aster Phoenix لإنقاذ العالم وتحرير سارتوريوس من الشر الذي يسيطر عليه وفي ذلك الوقت حصل جايدن لي مجموعة جديدة تسمي بوحوش ابطال البارزين الفضاء الجديدة حيث هزم جايدن سارتوروس بوحشه الجديد البطل الأول نيوس.

## الموسم الثالث
يبدء هذا الموسم من الحلقات 105 حتي الحلقة 156 تحت اسم قصة البعد المجهول تم عرض هذا الموسم في اليابان علي قناة تلفيزيون طوكيو 4 أكتوبر 2006 حتي 10 أكتوبر 2007 تم عرض هذا الموسم في أمريكا من 7 أبريل 2007 حتي 23 أغسطس 2008
تدور احداث هذا الموسم بعد عام من احداث الموسم الماضي يتم اختبار قوة Jaden بواسطة الأستاذ Thelonius Viper " دكتور كوبرا " لأنه تلقى دعوة من المدير Sheppard حتى يتمكن من تحسين مهارة الطلاب في مبارزة الوحوش. تظهر معه العديد من الوجوه الجديدة من أكاديميات أخرى في جميع أنحاء العالم، بما في ذلك جيسي أندرسون "جون اندرسون"، مثل جايدن لديه القدرة على التحدث إلى بطاقات الوحوش المبارزة. تعود قوى الشر لتهدد ليس فقط الأرض عندما واجه جايدن البروفيسور فايبر هزمه ولكن انتقل هو واصدقائه الي بعد اخر يدعي بعالم الارواح وبالفعل نجح جايدن من العودة هو واصدقائه الي عالمهم لكن دون جيسي الذي فتح لهم البوابة عن طريق تفعيل قوة تنين قوس قزح الاسطوري بعد ان هزموا مارسيل الذي كان واقع تحت سيطرة اليد الشريرة التي تبين انها وحش جايدن قديم يدعي يوبال سعي جايدن باي شكل ان يعود لعالم الارواح لينقذ جيسي من ذلك الخطر ولكنه لم يعلم ان هناك شر كبير أيضا الأبعاد الأخرى ينظره ينتقل جادين وأصدقائه لمحاربة هذا الشر مرة أخرى ومن ثم لكن هذه المرة يدخل المعركة مع وحوش عالم الظلام التي تسيطر علي ذلك البعد وتمكن من هزيمتهم واحدا تلو الآخر والقانون الخاسر يرسل الي عالم ماوراء النجوم ولكن جايدن يملئ الظلام قلبه عندما رائ بعينيه تضحية بارون ملك عالم الظلام باصدقائه اليكسيس وتشاز وهيسبراي واتيكوس وسايرس ليصنع ورقة الانصهار الخارق ولكن جايدن غضب ودمر بارون وانقذ سايروس ولكن سايرس صدم لما راي جايدن بهذا الشكل وقال له انه تغيير جدا وبالفعل تحول جايدن الي "الحاكم العالي " الذي يهدد الكون بأكمله هو في الواقع تجسد سابق له وهو الجانب المظلم من روحه قضي جايدن علي الكثير من اصدقائه "اكسيل برودي وجيم كروكديل " وارسلهم الي عالم ماواء النجوم.لكنه تحرر سرعان ما يجد جادين نفسه في مواجهة روح المبارزة المتعسرة يوبال في معركة ستقرر مصير العديد من الأكوان، ويأخذ الطريق الوحيد لهزيمة لها، من خلال دمج قوتها معه وينتهي الموسم باحتفال بعودة جايدن واصدقائه الي الاكاديمية.
- - الحلقة الاخيرة من الموسم لم تدبلج الي العربية

## الموسم الرابع
لم يتم تدبلجة هذا الموسم الي العربية أو الإنجليزية بسبب ان شركة 4kids كانت مشغولة بدبلجة الانمي الجديد يوغي يو فايف دي اس ليعرض قبل نهاية 2008 أو بسبب طبيعة الموسم نفسة
عرض في اليابان وترجمته بعض المواقع للعربية ولكنه لم يبث علي MBC3 هذا الموسم يشمل الحلقات من حلقة 157 حتي حلقة 180 تحت اسم قصة الكابوس
تبدء قصة هذا الموسم بعد شهر من انتهاء احداث الموسم الثالث يبدء جايدن بالانعزال عن اصدقائة يصبح شخصية نوعا ما كئيبة وجادة ونسي مرح المبارزة ومن ثم يظهر مبارز يدعي بفوجيويرا وتعود شخصية نيتشرود لكن هذه المرة نيتشرود اقوي مما كان يظهر عليه في الماضي ويحاول جايدن ان يعرف كيف حصل اتيكوس علي قواه المظلمة ومن اين اتي نيتشرود ذاك وعلي ذلك الاساس يواجه فوجيويرا وترومان ومن ثم يخطط جايدن واليكسيس لما سيفعلان بعد التخرج من الاكاديمية ولكن لاحظ الكثيرين ان جايدن فقد ابتسامته ومرح المبارزة وحاولوا معرفة السبب وبالاخص اليكسيس التي اردت ان تعترف له بحبها له سايرس يكشف انه يود ان يصبح بطل في المبارة مثل زين اخيه وتشاز أيضا يريد ان يحقق ذاته بدون مساعدة اخوته ومن ثم تبدء مبارزات التخرج وبالفعل بدء جايدن بالفوز في كل المبارزات ولكن يعود ترومان وفوجيويرا لمطارده جايدن الذان يسعيا الي تنظيف ذكريات كل المبارزين من الشر ولكنهم ينقلان تاثيرت سلبية لكل من يهزماه في مبارزة وفي النهاية ينجح جايدن من هزيمة فوجيويرا وترومان ونيتشرود ويحررهم من ذلك الشر الذي بداخلهم ولكن يتبقي شئ واحد وهو جايدن نفسه لازال كئيبا يتم الإعلان مباريات التخرج ولكن جايدن يقرر ان يغادر الاكاديمية ويبدء بتجهيز امتعته يظهر كوريبو ويقوده نحو المكان الذي سيقابل فيه خصمه ويعود جايدن بالزمن ويقابل ملك المبارزة يوغي موتو في مبارزة التخرج وبالفعل بعد مبارزة قوية يتمكن يوجي من استدعاء الهرم المصري سلايفير التنين الفضائي رغم سلايفير يملك 5000 نقطة ونيوس 3000 نقطة الا ان الكاتب جعل نهاية المبارزة مجهولة ومن الاستنتاج "يوغي فاز " ينتهي الانمي وجايدن يقول انه نسي انه خسر شغفه وحبه للمبارزة رغم انه أصبح مبارزا عظيماً ولكنه شكر يوغي علي انه ذكره بانه للازال يحتاج المزيد من الوقت ليصل الي مرتبة المبارزين الاسطوريين وعليه ان لا يفقد ابدا مرح المبارزة وفجاءة تصله رسالة من شيبرد واليكسيس وتشاز وبلير وكراولير واتيكوس وسايرس ومعه اطياف المبارزة وهو يقول انه حان الوقت لبدء طريق جديدا هيا

## الاختلافات بين النسخة اليابانية الاصلية والدبلجة العربية
رغم أن الأنمي يوغي يو! GX ياباني الأصل، إلا أننا شاهدنا نسخة مختلفة تمامًا في الدبلجة الإنجليزية والعربية، حيث طرأت تغييرات جذرية على عدة جوانب:
---
1. تغيير أسماء الشخصيات:
تم استبدال الأسماء اليابانية بأسماء ذات طابع غربي، مثل:
"جوداي يوكي" أصبح "جايدن يوكي".
"أسوكا تينجين" صارت "أليكسيس رودز".
"جون مانجومي" تحول إلى "تشاز برينستون".
هذا التغيير كان بهدف جعل الشخصيات أكثر قربًا من الجمهور الغربي، لكنه أثار استياء بعض المتابعين الذين فضّلوا التمسك بالهوية الأصلية للأنمي.
---
2. تعديل البطاقات:
أُجريت تعديلات واسعة على بطاقات المبارزة، حيث:
تم إزالة النصوص اليابانية التي توضح تأثيرات الأوراق.
أصبحت البطاقات تُظهر فقط نقاط الهجوم (ATK) والدفاع (DEF)، مع نوع الوحش ونوع البطاقة (سحرية، فخ).
أحيانًا كان يتم تغيير أسماء بعض الأوراق أو نطقها بشكل خاطئ بسبب أخطاء في الترجمة أو لأسباب رقابية.
---
3. تعديل نظام نقاط الحياة:
في النسخة اليابانية، كان عداد نقاط الحياة يظهر باللونين الأزرق والذهبي.
أما في النسخة الإنجليزية والعربية، فقد تم استبداله بعداد رقمي مع شريط طاقة ملوّن، مما منح المشاهدين شعورًا أشبه بألعاب الفيديو.
---
4. استبدال الموسيقى وشارات البداية والنهاية:
تم تغيير الموسيقى التصويرية بالكامل، حيث استُبدلت الألحان اليابانية الأصلية بموسيقى ذات طابع غربي.
كما حلت شارات افتتاحية وختامية إنجليزية محل الشارات اليابانية.
---
5. الرقابة على المحتوى:
نظرًا لاستهداف الأطفال، خضعت النسخة الإنجليزية والعربية لرقابة مشددة، شملت:
تخفيف أو حذف المشاهد والحوارات التي تتناول الموت، القتل، الدين، أو أي محتوى يُعتبر مظلمًا.
على سبيل المثال، في الموسم الثالث، تم استبدال مفهوم "الموت" بمصطلح "الإرسال إلى النجوم"، رغم أن فكرة الموت بقيت ضمنية.
---
6. التغيير الثقافي:
تم تكييف الأنمي ليناسب الثقافة الغربية:
أسماء المدن اليابانية تحولت إلى مدن أمريكية.
الأطعمة اليابانية تم استبدالها بأطعمة أمريكية مثل البيتزا والبرجر.
الكتابات اليابانية على اللوحات واللافتات حُذفت أو تم استبدالها بنصوص إنجليزية، أو حتى صور رمزية.
---
7. اختلاف الأصوات وأدوار الشخصيات:
بعض الشخصيات عانت من تغييرات صوتية أثارت الجدل، مثل شخصية "يوبيل" التي تُعد مخلوقًا بهوية غير ثنائية (Non-binary)، أي أنها لا تنتمي لجنس محدد، وهو ما كان واضحًا في النسخة اليابانية حيث امتزج صوتها بين الطابع الذكوري والأنثوي.
أما في النسخة الإنجليزية، فقد تم إسناد الدور بالكامل لصوت أنثوي، مما جعل بعض المتابعين يشعرون بأن ذلك أساء لتقديم هوية الشخصية الأصلية.
---
8. الهدف من التغييرات:
هذه التعديلات، رغم اعتراض الكثير من عشاق الأنمي عليها، كانت تهدف لجعل العمل ملائمًا للأطفال من سن 7 سنوات، وفقًا لمعايير البث في الدول الغربية والعربية.
---
9. ردود فعل الجمهور:
بينما تفهّم البعض دوافع هذه التعديلات، شعر آخرون أن هذه التغييرات أفسدت الجوهر الأصلي للعمل، خصوصًا أن يوغي يو! ليس مجرد أنمي أطفال، بل يحمل أحيانًا رسائل عميقة وظلامية تعكس نضوج القصة.
---
خلاصة:
في النهاية، يبقى لكل نسخة جمهورها. وبين من يفضّل الأصالة اليابانية ومن يفضّل النسخة المعدلة، يظل يوغي يو! علامة بارزة في عالم الأنمي.

## مكان الأكاديمية
الاسم العربي: اكاديميه المبارزة أو معهد المبارزة
الاسم الإنكليزي: Duel Academy
الاسم الياباني: Duel Academia
تقع اكاديميه المبارزة في جزيرة نائية في البحار الجنوبية، تأسست اكاديميه المبارزة من قبل سيتو كايبا. يدير هذه الاكاديميه المدير شيبرد Chancellor Sheppard (Samejima).تضم الاكاديميه ثلاثه صفوف مأخوذه اسمائها من الوحوش المدمرة المصرية الثلاث

## نبذة عن الاحداث
تبدأ الأحداث حين يقرر بطل القصة Jaden Yuki الالتحاق بالاكاديميه وفي طريقه إلى مقر الاختبار يلتقي ببطل العالم للمبارزه يوغي موتو وعندها يعطيه يوغي بطاقة كوريبو المجنح لجيدن وتصبح بطاقته المفضلة.و تبدأ مغامرات جايدن واصدقائه في اكاديميه المبارزة التي تخبئ بين جدرانها في كل يوم مفاجئه ومغامره جديده.

## نظام الأكاديمية
أولا: اختبارات الانضمام
تقام كل عام اختبارات للالتحاق لاكاديمية الجي اكس للمبارزة، الاختبار عبارة عن مبارزة ضد أحد الممتحنين أو اساتذة الأكاديمية، إذا فاز المتقدم في المبارزة فإنه يلتحق بالأكاديمية
ثانياً: تقسيم الطلاب
يقسم الطلاب في الأكاديمية لثلاثة مستويات:
العملاق اوبليسك الازرق Obelisk Blue : وهو أفضل صف في الاكاديميه يضم نخبه الطلاب وأفضلهم في المبارزة ويتمتع الطلاب فيه بصلاحيات غير مسموحه بالنسبة لبقيه الطلاب في الاكاديميه ويمتلكون أماكن سكن وغرف مريحه إضافة إلى الحفلات التي تقام يوميا.و يمثل هذا الصف العملاق المعذب Obelisk The Tormentor ومن أهم طلابه " تشاز بيرنستون واتيكوس رودز "
. الفتيات لهن مكان خاص يحظر علي الصبية الاقتراب من سكن الفتيات وتعد كل الفتيات من رتبة اوبليسك الازرق ومن أشهر الفتيات في الاكاديمية " اليكسيس رودز وماندي وجاسمين "
رع الاصفر Ra Yellow : يأتي صف رع الأصفر في المرتبة الثانية بعد اوبلسك الأزرق ويضم طلاب متميزين والذين يحرزون أعلى العلامات في اختبار القبول ولكن ليس في مستوى طلاب اوبلسك الأزرق في المبارزة.يمتلك طلاب هذا الصف صلاحيات أكثر من سلايفر الأحمر واقل من اوبلسك الأزرق والتجهيزات فيه والغرف متوسطه بين سلايفر الأحمر واوبلسك الأزرق.يمثل هذا الصف راع المجنح The Winged Dragon of Ra. ومن أشهر طلابه " باستون ميساوا ومارسيل بونابارت وتيرانو هاسلبيري "
سلايفر الاحمر Slifer Red : صف سلايفر الأحمر هو الصف الأخير ويضم الطلاب المبتدئين في المبارزة أو الذين دخلوا الاكاديميه حديثا تجهيزاته سيئه والغرف فيه ووجبات الطعام ليست بمستوى الصفين الآخرين وطلابه لا يتمتعون بأيه صلاحيات كالتي يتمتع بها اوبلسك الأزرق وراع الأصفر.يمثل هذا الصف تنين السماء سلايفر Slifer the Sky Dragon.و من أشهر طلابه هم " جاين يوكي وبلير وتشاملي وسايرس تروسديل "
و هناك الـمبارز الأول أو الـTOP DUELIST وهو أفضل مبارز في الأكاديمية ويمثل الأكاديمية في العديد من البطولات وله صلاحيات كثيرة مثل زين تروسديل
رزة والاكل كثيرا دائم الابتسامة، مبارز جيد ويقيم في سلايفر الأحمر.ربح مبارزاته جميعها عدا أربعة الأولى خسرها امام زين تروسديل والثانية خسرها امام كايبا مان والثالثة خسرها امام أستر فينكس والاخيرة امام الاسطوري يوغي موتو في نهاية الانمي "لكن نهاية المبارزة تظهر مبهمة ".صديقه المفضل سايروس تروسديل.قبل دخوله الاكاديميه التقى بيوغي موتو الذي اعطاه بطاقه كوريبو المجنح وأصبحت روح المبارزة خاصته فيما بعد.عرضت عليه الاكاديميه الانتقال إلى راع الأصفر لكنه قرر البقاء في سلايفر الأحمر.

### Chazz Princeton
الاسم العربي: تشاز برنستون
الاسم الإنكليزي: chazz princeton
الاسم الياباني:Jun Manjoume جون مانجومي
العمر: في بدايه الانيمي 13، حاليا 14
لون الشعر: أسود
لون العينين: أسود
مجموعه الوحوش:
الموسم الأول: VtoZ deck وChthonian (Hell) deck
الموسم الثاني: beetron deck
ممثل الصوت:
في الإنكليزي: Anthony Salerno
في الياباني: Taiki Matsuno
مبارز أناني ومتغطرس من أفضل المبارزين وواحد من منافسي chazz.Jaden yuki لديه شقيقين أكبر منه slade a jagger وهما يضغطان عليه ليصبح أفضل مبارز وبعد ما أخبره jaden عن معنى المبارزة قرر الاعتماد على نفسه دون مساعدة أخويه له. كان في العملاق الأزرق لكن بعد أن هزمه jaden انتقل لسلايفر الأحمر. chazz واحد من المبارزين السبعة الذين يحملون المفاتيح التي تستعمل لتحرير Sacred Beast Cards.

### Bastion Misawa
الاسم العربي: باستون ميساوا
الاسم الإنكليزي: Bastion Misawa
الاسم الياباني: Daichi Misawa
العمر: في بدايه الانيمي13، حاليا14
لون الشعر: أسود
لون العينين: فضي
مجموعه الوحوش: لديه ست مجموعات (الماء، الهواء، الأرض، النار، النور، الظلام) ولديه مجموعة سابعة خاصة لjaden
ممثل الصوت:
في الإنكليزي:Eric Stuart
في الياباني: Yūki Masuda
بايسون محلل عبقري لأوراق اللعب وهو يظن أن كل شيء يمكن حسابه. وهو من أفضل المبارزين في المسلسل وقد حقق أفضل نتيجة في اختبار القبول وهو أول من قابل jaden في الأكاديمية وعندما فاز على chazz عرضوا عليه الانتقال من رع الأصفر للعملاق الأزرق لكنه رفض أن ينتقل حتى يصبح المبارز الأول وعليه أن يهزم jaden. بسبب مهارته في المبارزة أصبح من المبارزين السبعة الذين يملكون المفاتيح لتحرير Sacred Beast Cards.

### Zane Truesdale
الاسم العربي: زين تروسدايل
الاسم الإنكليزي: Zane Truesdale
الاسم الياباني: Ryo Marufuji ريو ماروفوجي
العمر: في بدايه الانيمي 17، 20
لون الشعر: أزرق
لون العينين: أزرق
مجموعة الوحوش: Cyber Dragon، Underworld، Ura
ممثل الصوت:
في الإنكليزي: Scottie Ray
في الياباني: Tsuyoshi Maeda
زين إحدى أقوى الشخصيات في GX, أفضل مبارز في الاكاديميه يلقب ب kaiser يتميز بشخصيه بارده وقويه لكنه طيب القلب كثيرا ما يُشّبه بسيتو كايبا لان كلاهما يمتلك الصفات الباردة وكلاهما يهتم لشقيقه وكلاهما يحب التنانين، لكن سيتو كايبا أكثر قسوه وامهر في المبارزة من زين. يرافق زين جيدن والاخرين في بعض مغامراتهم لكنه في الموسم الثاني ينضم إلى جانب الاشرار ولا يزال حتى الآن في الحلقات التي تصدر حاليا شرير ويصبح اسمه hell kaiser أي قيصر النار أو قيصر الجحيم .

### Syrus Truesdale
الاسم العربي: سايرس تروسدايل
الاسم الإنكليزي: Syrus Truesdale
الاسم الياباني: Sho Marufuji شو مارفوجي
العمر: في بداية الانمي: 15, في الموسمين الثالث والرابع: 17
لون الشعر: أزرق
لون العينين: رمادي
مجموعة الوحوش: Vehicroid,Cyberdark Vehicroid
ممثل الصوت:
في الإنكليزي: واين غرايسون
في الياباني: ماسامي سوزوكي
سايرس هو الأخ الأصغر لزين تروسدايل، بدأ دراسته في سلايفر الأحمر حيث أقام مع جايدن وتشاملي وأصبح أصدقاء معهم، سايرس في الموسمين الأول والثاني كان يرى جايدن قدوة له وكان يصفه ب"أخيه الكبير الثاني", لكنه في الموسم الثالث بدأ بمناداته باسمه العادي فقط لأنانية جايدن، ليعود ويناديه ب"أخيه الكبيرالثاني". انتقل سايرس لاحقا إلى رع الأصفر، بعد فترة قصيرة من بدايتة سنته الثالثة في أكاديمية المبارزة تمكن من الوصول إلى العملاق الأزرق لكنه قرر البقاء في رع الأصفر وتأجيل هدفه للمستقبل (لحماية جايدن في النسخة الإنكليزية)، في الموسم الرابع انتقل سايرس إلى العملاق الأزرق وهدفه ان يصبح بطل مثل اخيه .

### Aster Phoenix
الاسم العربي : أستر فينكس
الاسم الإنكليزي : Aster Phoenix
الاسم الياباني : Ed Phoenix، Edo Fenikkusu
العمر : في بدايه ظهوره 15، حاليا 16
لون الشعر : رصاصي
لون العين : ازرق
الاكل المفضل : Beef fillet
مجموعه الوحوش : Archlord deck ,Hero deck
ممثل الصوت : في الإنكليزي : Pete Zarustica
في الياباني : Akira Ishida
عندما كان طفلا : Asako Yoshida
أول ظهور لاستر في الموسم الثاني، طالب جديد في الاكاديميه يمتلك شخصيه غامضه وهو من رابطة المحترفين، قرر ان يصبح أفضل مبارز في العالم حتى يجد من قتل والده (خطفه في النسخة الانكليزيه) وينظف العالم من الجريمة، كان يعمل لدى سارتوريوس وبعد أن اكتشف نواياه الشريرة انظم إلى جيدن والاخرين، هزم جيدن وزين في المبارزة لكنه بارز جيدن مره أخرى وخسر امامه بريطاني الاصل وبطل الايمان بالمصير ولديه شعبيه في الاكادميه وخصص نادي للمعجبين به

## وصلات خارجية
- 4Kids Yu-Gi-Oh! GX page على موقع واي باك مشين (archive index)
- TV Tokyo Yu-Gi-Oh! Duel Monsters GX page (باليابانية)
- NASinc. (باليابانية)
- يوغي يو! جي إكس على موقع IMDb (الإنجليزية)
- يوغي يو! جي إكس على موقع ميتاكريتيك (الإنجليزية)
- يوغي يو! جي إكس على موقع روتن توميتوز (الإنجليزية)
- يوغي يو! جي إكس على موقع كينوبويسك (الروسية)
- يوغي يو! جي إكس على موقع قاعدة بيانات الفيلم (الإنجليزية)
- يوغي يو! جي إكس على موقع ANN anime (الإنجليزية)